# Гисхилл

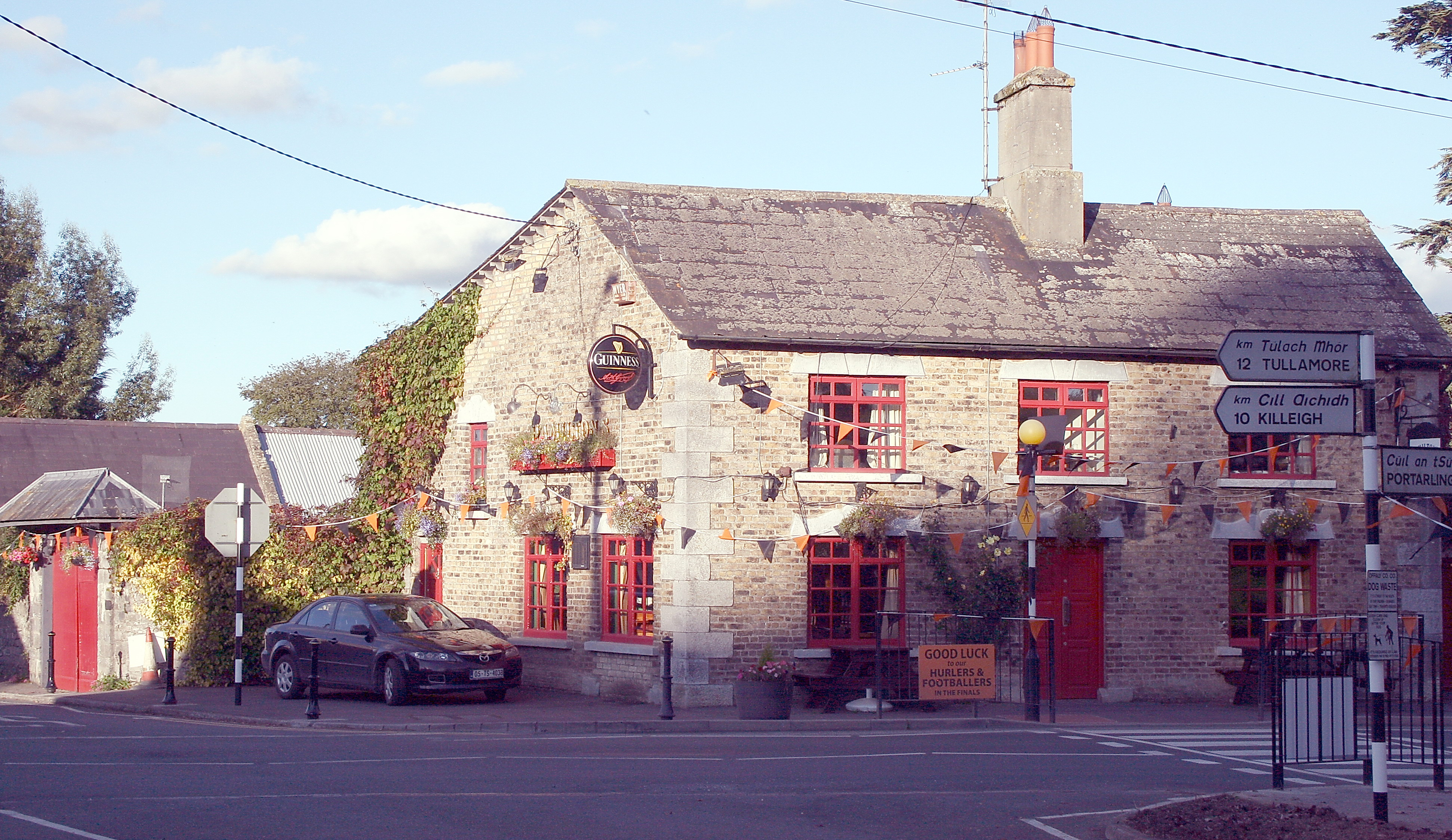
Местный паб

Гисхилл (англ. Geashill; ирл. Géiaill) — деревня в Ирландии, находится в графстве Оффали (провинция Ленстер) у трассы R420.
Местная железнодорожная станция была открыта 2 октября 1854 года, закрыта для пассажиров 17 июня 1963 года и окончательно закрыта 30 августа 1982 года.

## Демография
Население — 328 человек (по переписи 2006 года). В 2002 году население составляло 344 человек.
Данные переписи 2006 года:
| Общие демографические показатели |               |                               |                               |      |      |
| Всё население                    | Всё население | Изменения населения 2002—2006 | Изменения населения 2002—2006 | 2006 | 2006 |
| 2002                             | 2006          | чел.                          | %                             | муж. | жен. |
| 344                              | 328           | −16                           | −4,7                          | 158  | 170  |